# Prunus pumila
Prunus pumila är en rosväxtart. Prunus pumila ingår i släktet prunusar, och familjen rosväxter.

## Underarter
Arten delas in i följande underarter:
- P. p. pumila
- P. p. besseyi

## Bildgalleri

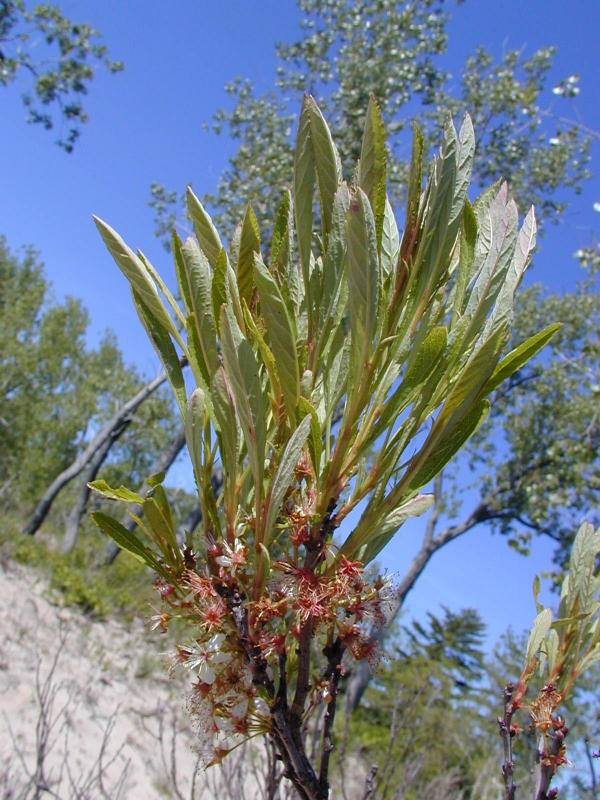